# Henryk Józewski
Henryk Jan Józewski est né le 6 août 1892 à Kiev et meurt le 23 avril 1981 à Varsovie. Il fut un artiste et un homme politique polonais.

## Biographie
Il devint membre des organisations indépendantistes polonaises et rejoint au cours de la Première Guerre mondiale l'organisation militaire polonaise (Polska Organizacja Wojskowa). Henryk Józewski défendit les droits de la minorité ukrainienne en Pologne et fut notamment favorable à une plus large autonomie du Voivode de Wołyń. En 1920, il exerça des fonctions en tant que membre du gouvernement de la République populaire ukrainienne et fut un ami de Simon Petlioura.
En mai 1926, il soutint le coup d'État de Józef Piłsudski et exerça les fonctions de ministre de l'intérieur à deux reprises en 1929 et 1930. Pendant la Seconde Guerre mondiale, Henryk Józewski servit dans la résistance polonaise. Plus tard, il rejoint la résistance anticommuniste et fut arrêté en 1953 par les services de sécurité.
Henryk Józewski fut libéré en octobre 1956 et retourna à la peinture de paysage et de portrait. En 1958, il rejoint l'association polonaise des peintres. Plusieurs de ses œuvres sont exposées au musée national de Varsovie.

## Honneurs et distinctions
- Croix de l'Indépendance avec épées